# 84 Большой Медведицы
84 Большой Медведицы (лат. 84 Ursae Majoris), CR Большой Медведицы (лат. CR Ursae Majoris), HD 120198 — двойная звезда в созвездии Большой Медведицы на расстоянии приблизительно 307 световых лет (около 94 парсеков) от Солнца. Видимая звёздная величина звезды — от +5,7m до +5,65m. Возраст звезды оценивается как около 4,6 млрд лет.

## Характеристики
Первый компонент — белая вращающаяся переменная звезда типа Альфы² Гончих Псов (ACV) спектрального класса B9p(Eu-Cr) или A0VpSrCrEu. Масса — около 1,23 солнечной, радиус — около 1,59 солнечного, светимость — около 47,29 солнечных. Эффективная температура — около 11122 К.